# Шалаевы (Оричевский район)
 Шалаевы  — деревня в Оричевском районе Кировской области в составе Гарского сельского поселения.

## География
Находится на расстоянии примерно 13 км на север от районного центра поселка Оричи.

## История
Известна с 1724 года как починок Мамаевской с 1 двором, принадлежавший Успенскому Трифанову монастырю. В 1764 году учтено 27 жителей. В 1873 году здесь (Мамаевской починок или Шалаевы) было отмечено дворов 8 и жителей 48, в 1905 15 и 106, в 1926 (уже Шалаевы или Малые Кузнецовы) 24 и 114, в 1950 25 и 82, в 1989 году оставалось 5 жителей. Нынешнее название утвердилось с 1939 года.

## Население
Постоянное население  составляло 5 человек (русские 80%) в 2002 году, 2 в 2010.